# Lega della Gioventù Socialista Patriottica
La Lega della Gioventù Socialista Patriottica (in coreano 사회주의애국청년동맹?, 社会主義愛國靑年同盟?, Sahoe juui aeguk cheongnyeon dongmaengLR, Sahoe juŭi aeguk ch'ŏngnyŏn dongmaengMR) è l'organizzazione giovanile del Partito del Lavoro di Corea fondata il 17 gennaio del 1946. L'organizzazione risponde direttamente al Comitato centrale del Partito del Lavoro.
È l'unica organizzazione giovanile legale nella Corea del Nord espressa direttamente nella carta principale del Partito del Lavoro. I giovani nordcoreani al di sotto dei 15 anni fanno parte del Corpo dei Giovani Pionieri facente parte a sua volta della più vasta Unione dei bambini di Corea. L'organizzazione, sul modello del Komsomol in Unione Sovietica, comprende tutti i nordcoreani senza lo status di membri del partito di età compresa tra i 15 e i 30 anni, sebbene le donne sposate che scelgono di diventare casalinghe vengano trasferite all'Unione delle donne socialiste.
L'ideologia della lega è il Juche ed il suo Segretario generale è attualmente Jon Yong-nam.

## Storia
Fu costituita con il nome di Lega della Gioventù Democratica di Corea, nel 1948 si unì alla Federazione Mondiale della Gioventù Democratica, che raggruppa organizzazioni giovanili di sinistra ed estrema sinistra, nel 1964 cambiò nome in Lega della Gioventù Operaia Socialista di Corea, nel 1996 in Lega della Gioventù Socialista Kim Il-sung (김일성 사회주의 청년 동맹?, 金日成社會主義靑年同盟?, Kim Ilsŏng Sahoejuŭi Ch'ŏngnyŏndongmaengMR) in onore di Kim Il-sung, scomparso due anni prima ed in occasione del 50º anniversario della fondazione dell'organizzazione.
Il 4 gennaio 2007, a Pyongyang, Kim Song-chol, il primo segretario del Comitato popolare municipale di Pyongyang della Lega della Gioventù, tenne un discorso in una manifestazione di massa, con alti funzionari del governo, lodando il Songun. Durante il discorso, Kim Song-chol ha affermato che il paese dovrebbe sostenere "corpi che sfidano la morte" e creare "un'avanguardia giovanile che segua fedelmente la politica del Songun del partito".
Negli anni 2010, Choe Ryong-hae ha sostituito degli ufficiali militari con membri della Lega della Gioventù.
Nell'agosto 2016, il IX Congresso dell'organizzazione ha rinominato la Lega in Lega della Gioventù Kimilsunghista-Kimjonghilista. Il 29 aprile 2021, il X Congresso della Lega ha adottato il nome di "Lega della Gioventù Socialista Patriottica".

## Scopo
All'interno del governo, la Lega della Gioventù coordina la politica giovanile nazionale della Corea del Nord insieme ad altri ministeri legati ai giovani, come il Ministero dell'Istruzione. La Lega svolge un ruolo importante nella pianificazione, attuazione e valutazione di questa politica giovanile nazionale e funge da piattaforma giovanile nazionale per collegare le organizzazioni e le attività giovanili governative e non governative in questa politica giovanile nazionale complessiva. La Lega è il più importante campo di addestramento ideologico e organizzativo del partito, con rami e cellule ovunque ci siano regolari organizzazioni di partito. "Le cellule della Lega della Gioventù esistono nell'esercito, nelle fabbriche, nelle fattorie collettive, nelle scuole, nelle istituzioni culturali e nelle agenzie governative".
Il movimento giovanile ha spostato la sua attenzione dopo la morte di Kim Il-sung e ha ampliato il suo indottrinamento ideologico per includere le "realizzazioni rivoluzionarie" di Kim Jong-il e la "genialità" del Songun.
"La Lega della Gioventù, limitando la cultura ideologica e i gruppi organizzati di tutti i giovani, monitora qualsiasi cambiamento nel modo di pensare della società che può accadere con il cambiamento delle generazioni. Inoltre organizza tutti i giovani per essere coinvolti attivamente nella produzione, nella costruzione e nel servizio militare. La Lega svolge l'importante ruolo di limitare qualsiasi forma di gruppi o azioni di opposizione tra i giovani della Corea del Nord", secondo Ken E. Gause.
Il giornale ufficiale della Lega della Gioventù Socialista Patriottica è il Chongnyon Jonwi. Ha anche una squadra sportiva, l'Hwaebul Sports Club.
Dei membri della Lega della Gioventù eseguono controlli a campione per vedere se i nordcoreani mantengono la "purezza ideologica". Le azioni proibite includono non indossare la spilla di Kim Il-sung o indossare una maglietta con scritte in alfabeto latino.